# Lẹo
Lẹo hay mắt lẹo là một tình trạng nhiễm trùng tuyến nhờn ở mi mắt, tạo ra một vùng lồi đỏ ấn đau ở vùng rìa của mi mắt. Lẹo có thể là lẹo ngoài hoặc lẹo trong.
Nguyên nhân của lẹo thường là do nhiễm vi trùng gây bệnh bởi Staphylococcus aureus Lẹo trong là do nhiệm trùng tuyến meibom còn lẹo ngoài là do nhiễm trùng tuyến Zeis. Khác với lẹo, chắp là khi tuyến nhờn bị tắc mà không có nhiễm trùng. Chắp thường ở giữa mi mắt chứ không ở vùng rìa và thường không gây đau.
Thông thường lẹo tự mất sau một vài ngày hay tuần mà không cần điều trị đặc hiệu. Các khuyến cáo để đẩy nhanh tốc độ lành có chườm ấm. Một vài trường hợp được khuyến cáo tra thuốc mỡ kháng sinh. Các biện pháp này tuy thường được khuyến cáo nhưng bằng chứng nghiên cứu ủng hộ không mạnh. Tần suất bệnh lẹo hiện vẫn chưa rõ. Lẹo có thể xảy ra ở bất kì độ tuổi nào.